# Richmond (Południowa Afryka)
Richmond – miasto w Południowej Afryce, w prowincji KwaZulu-Natal. W 2011 roku liczyło 6353 mieszkańców.
Miasto leży nad brzegiem rzeki Illovo. Jest ośrodkiem regionu produkcji tarcicy, trzciny cukrowej, drobiu i cytrusów.